# Vedang Raina
 (septembre 2024).
Vedang Raina (né le 2 juin 2000) est un acteur indien connu pour son rôle de Reggie Mantle dans le film pour adolescents The Archies de Zoya Akhtar,.

## Biographie
Vedang Raina est né le 2 juin 2000 à New Delhi dans une famille cachemirie et a grandi à Bombay. Il étudie à l'École Jamnabai Narsee (en) de Juhu et poursuit ensuite ses études de licence à l'Institut d'études de gestion Narsee Monjee (en) à Vile Parle.
Il commence avec des festivals et des événements universitaires . Raina développe un intérêt pour la musique et joue de la guitare pendant des années avant de devenir acteur. Vers la fin de ses années d'université, il se lance dans le mannequinat et la musique. Il rejoint ensuite une agence d'acteurs.
Mannequin pour plusieurs marques, Raina est repéré par Zoya Akhtar pour un rôle dans The Archies en 2021. Il est officiellement annoncé pour jouer le rôle de Reggie Mantle en mai 2022 et sorti sur Netflix en 2023,.
Udita Jhunjhunwala de Scroll.in écrit qu'il « apporte la bonne dose de style à l'élégant Reggie ».
Raina sera la vedette du thriller d'action Jigra de Vasan Bala, avec Alia Bhatt.

## Filmographie
| Année | Film        | Rôle          | Remarques       |
| ----- | ----------- | ------------- | --------------- |
| 2023  | Les Archies | Reggie Mantle |                 |
| 2024  | Jigra       | Ankur Anand   | Post-production |